# Karré (militær)
 For alternative betydninger, se Karré (flertydig). (Se også artikler, som begynder med Karré)
Karré (fransk: "firkant") er i militæret en i fodfolket anvendt fægtningsformation i sluttet orden, der tillader ildafgivelse til alle fire sider. Karreen, der tidligere brugtes til forsvar mod rytteri, kaldtes hul eller sluttet efter det indre rums størrelse.
- Den hule karré, hvis indre rum tillod optagelse af stabe, sårede og træn, tilhører i Europa en svunden tid, men blev efter 1. verdenskrig anvendt af europæerne i krigene i Afrika.

- Den sluttede karré har et meget indskrænket indre rum, der kun giver plads for enkelte ryttere. Karreens blomstringstid faldt i Napoleonskrigene; senere bevirkede indførelsen af de hurtigskydende bagladegeværer karreernes afskaffelse i de fleste hære, idet fodfolket på grund af sin intensive ild som regel ikke behøvede nogen særlig formation til imødegåelse af rytterangreb.[1]